# Encarnación-Regina

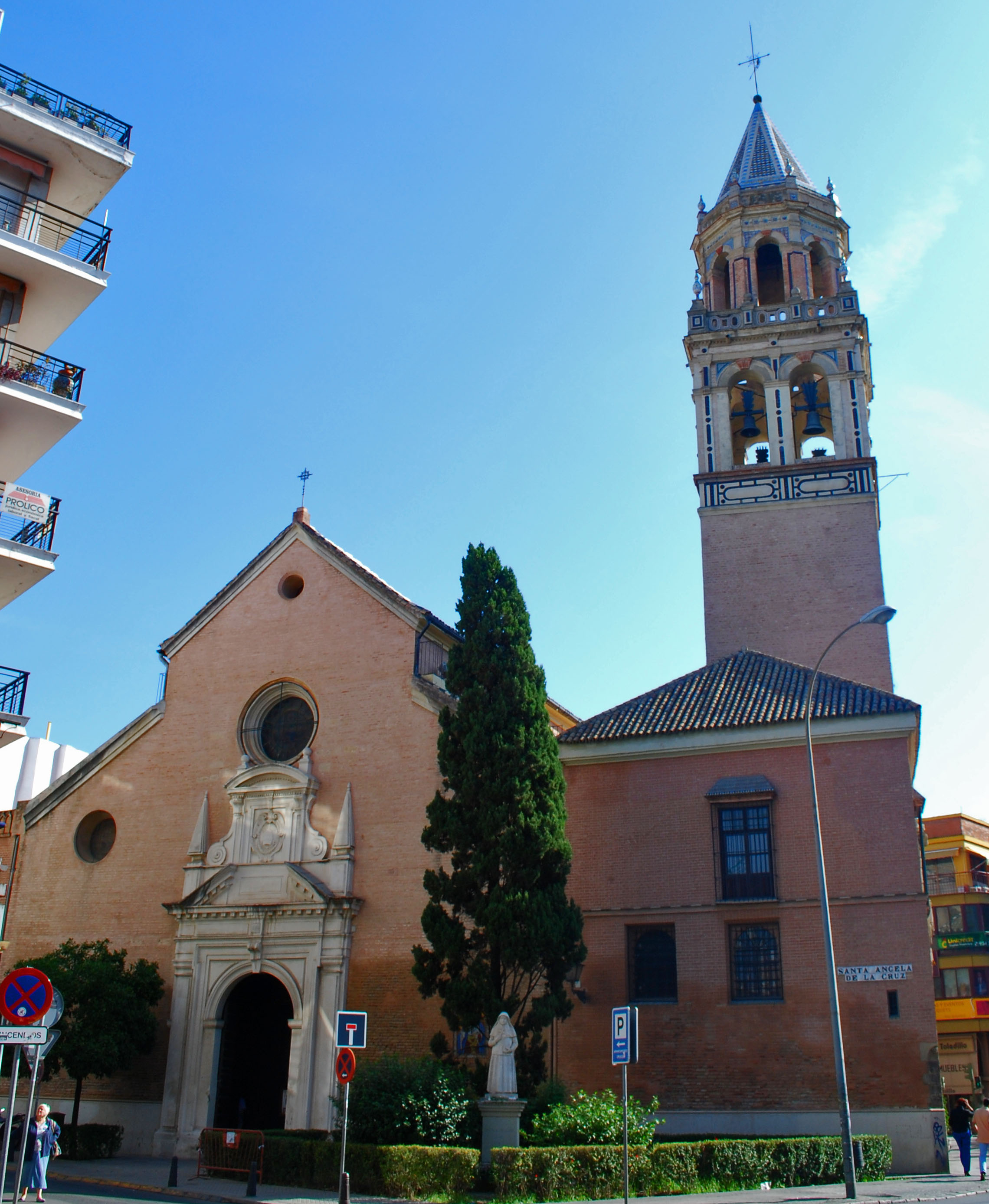
Iglesia de San Pedro, situada en el barrio de la Encarnación (Sevilla).

Encarnación-Regina es un barrio de la ciudad de Sevilla (España), situado en el distrito Casco Antiguo, en el centro geométrico de la antigua ciudad amurallada, su población es de 4.168 habitantes.

## Arquitectura civil
- Palacio de las Dueñas
- Hemeroteca Municipal de Sevilla
- Metropol Parasol de la Encarnación (véase también Plaza de la Encarnación ).
- Posada del Lucero, en calle Almirante Apodaca 7, se trata de un antiguo edificio del siglo XVIII declarado Bien de Interés Cultural y Monumento Histórico Artístico de carácter nacional, que ha sido restaurado y transformado en hotel. Es el único ejemplo de mesón antiguo que queda en Sevilla, posee tres plantas y un patio porticado con arcos de medio punto sobre columnas. La planta inferior estaba dedicada a caballerizas y las superiores a aposentos.[2]

## Arquitectura religiosa
- Iglesia de San Pedro
- Iglesia de la Misericordia
- Iglesia del Pozo Santo
- Iglesia de la Anunciación
- Convento de Santa Inés
- Convento de Santa Ángela de la Cruz
- Iglesia de San Andrés
- Convento de San Pedro de Alcantara

## Hermandades y Cofradías
- Hermandad del Cristo de Burgos
- Hermandad de la Virgen del Pilar
- Hermandad del Valle
- Hermandad de la Virgen del Mar
- Hermandad de la Virgen de Guadalupe de la Iglesia de la Misericordia
- Hermandad de Santa Marta
- Hermandad de la Virgen de Araceli
- Hermandad Sacramental de San Pedro